# Chaozhou
Chaozhou (cinese: 潮州, pinyin: Cháozhōu; Wade-Giles: Ch'ao²-chou¹; letteralmente: "Prefettura delle maree"; scritto alternativamente Chiu Chow), largamente conosciuta anche con la sua ortografia postale Teochew, è una città nella provincia orientale del Guangdong della Repubblica Popolare Cinese. Confina con Shantou a sud, con Jieyang a sud-ovest, con Meizhou a nord-est, con la provincia del Fujian ad est e con il Mar Cinese meridionale a sud-est. Dal punto di vista amministrativo è una città-prefettura con un'area di giurisdizione di 3.614 km² e una popolazione totale di 2.500.000 ab.
Chaozhou fa parte della regione di Chaoshan.

## Amministrazione
Gli organi esecutivi, legislativi e giudiziari della municipalità di Chaozhou sono situati nel distretto di Xiangqiao (湘桥区), insieme agli uffici locali del Partito Comunista Cinese (PCC) e della Sicurezza pubblica.
Chaozhou contiene un distretto e due contee:
- Fengxi (枫溪)
- Raoping (饶平)
- Chao'an (潮安).

## Geografia e clima
Chaozhou è ubicata nella parte più orientale della provincia del Guangdong, a nord della città costiera di Shantou. Occupa la parte settentrionale del delta del fiume Han (韩江), che scorre attraverso la città.

## Storia
Nel 214 a.C., Chaozhou era una zona arretrata e senza nome della Comanderia (南海郡) di Nanhai della dinastia Qin. Nel 331 durante la dinastia Han orientale (東汉), fu fondata Haiyang (海陽縣) come parte della Comanderia di Dongguan (東官郡).
La Comanderia di Dongguan a sua volta fu rinominata Comanderia di Yi'an (義安郡) nel 413. La comanderia divenne una prefettura nel 590 all'inizio della dinastia Sui; prima come Prefettura di Xun (循州, Xunzhou), poi come Prefettura di Chao (潮州, Chaozhou) l'anno seguente. Nel 1914, il governo della Repubblica di Cina unificò le Prefetture di Chao e di Xun nella Prefettura di Chaoxun o Circuito di Chaoxun (潮循道).
Per un breve periodo durante la dinastia Sui e la prima dinastia Tang, il Distretto di Haiyang fu chiamato Distretto di Yi'an (義安縣). Il nome rimase Haiyang fino al 1914, quando fu ribattezzata Contea di Chao'an (潮安縣) per evitare ambiguità con la Contea di Haiyang della provincia dello Shandong.
A partire dagli anni cinquanta Chaozhou conobbe vari assetti amministrativi e territoriali, fino a quando, nel dicembre 1991, fu elevata al suo attuale status di città-prefettura.
Insieme, Chaozhou e le città vicine di Shantou (汕头) e di Jieyang (揭阳) formano la regione di Chaoshan. Il nome fu usato per l'area politico-amministrativa congiunta che abbraccia le tre città dal 1958 fino al 1983. Per i cinque anni successivi, Shantou fu una città di livello superiore che conteneva al suo interno Chaozhou e Jieyang. Attualmente, Chaozhou, Shantou e Jieyang hanno uguale status amministrativo.

## Cultura
Chaozhou è assai nota come uno dei grandi centri culturali della regione cinese di Lingnan. La cultura di Chaozhou, dotata di caratteristiche peculiari all'interno della complessiva cultura cinese, è nota ormai anche al di fuori dei confini cinesi, grazie soprattutto alla diffusione che ne hanno fatto i suoi emigranti. Nel corso della sua storia, la regione di Chaozhou si è distinta dando vita ad alcune originali e importanti manifestazioni artistiche e culturali che portano ormai il suo nome, quali il dialetto di Chaozhou, l'opera di Chaozhou, la cucina di Chaozhou, il tè gang hu (o kung fu o gong fu) di Chaozhou, la musica di Chaozhou, la danza dei leoni di Chaozhou e i ricami di Chaozhou.
Il dialetto di Chaozhou (潮州話), mediante il quale si trasmette la cultura di Chaozhou, è considerato come uno dei più antichi dialetti cinesi perché preserva molte eleganti e raffinate caratteristiche del cinese antico che si sono perse in altri moderni dialetti del cinese. È parlato da circa 10 milioni di persone nell'area di Chaozhou e approssimativamente da 2-5 milioni all'estero.

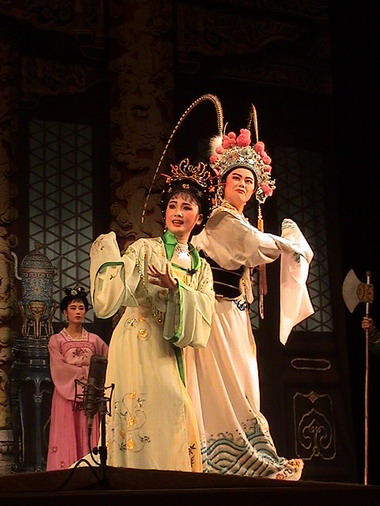
Opera di Chaozhou

L'opera di Chaozhou (潮劇) è una forma d'arte tradizionale che ha una storia di più di 500 anni ed è ora amata da 20 milioni di nativi di Chaozhou in oltre 20 paesi e regioni. Basata sulle danze e sulle ballate popolari locali, l'opera di Chaozhou ha formato il suo stile sotto l'influenza dell'opera di Nanxi. Il Nanxi è una delle più antiche opere cinesi, che ebbe origine sotto la dinastia Song. I suoi toni sono aggraziati e piacevoli, pieni di colore locale. L'antica forma di accompagnamento corale rimane ancora oggi la sua caratteristica speciale. I pagliacci e le donne sono i personaggi più distintivi in un'opera di Chaozhou, e le abilità nel maneggio del ventaglio e nelle acrobazie sono più importanti che in altri tipi di esibizione.
Il tè gongfu o kung fu (工夫茶), l'"espresso" dei tè cinesi con un vigore formidabile, che fu sorseggiato per la prima volta ai tempi della dinastia Song, è ancora fiorente e rimane una parte importante dell'etichetta sociale a Chaozhou. Se si visita una famiglia, si può stare sicuri di bere almeno un sorso di tè gong fu. Anche se ha un gusto amaro quando raggiunge la bocca per la prima volta, è il retrogusto che permane che rende il tè gong fu probabilmente la più affascinante cultura del tè in Cina. Bere il tè gong fu è infatti un'esperienza estetica piuttosto che un semplice modo per dissetarsi.
Nelle case da tè locali, il servizio del tè è spesso accompagnato con la musica di Chaozhou (潮州音樂). La musica degli strumenti a corda, la musica del gong e dei tamburi, l'antica musica dei flauti multipli sono le forme tradizionali di esecuzione della musica di Chaozhou. La musica a corda di Chaozhou è fatta per la maggior parte di strumenti a corda pizzicati e ad arco, ma in alcune occasioni sono usati anche strumenti a fiato. Gli strumenti più caratteristici sono l'erxian (二弦), il tihu (提胡) e lo yehu (tutti liuti ad arco con due corde), il sanxian, la pipa, il ruan, il guzheng e lo yangqin. Il numero di strumenti e di musicisti in un gruppo è flessibile e dipende dalla disponibilità degli strumenti stessi e delle persone che li suonano - ma per avere una tessitura regolare e bilanciata si preferisce solo uno strumento per ogni tipo. La musica dei tamburi di Chaozhou comprende il tamburo grande e il gong, il tamburo piccolo e il gong, i complessi con la batteria dizi e il dong e con il tamburo su e il gong. L'attuale musica di tamburo di Chaozhou si dice sia simile alla forma della musica delle percussioni e dei fiati delle dinastie Han e Tang. Il guzheng di Chaozhou (潮州古筝) è considerato anch'esso un importante genere dello stile meridionale del guzheng cinese.

## Economia
Secondo i dati ufficiali del governo di Chaozhou, le strategie economiche degli ultimi anni, incentrate sul turismo, sull'industria e sulla promozione della città come polo di attrazione degli investimenti del Guangdong, hanno prodotto un notevole sviluppo. Il PIL di Chaozhou nel 2007 è stato di 38,75 miliardi di yuan, con un PIL pro-capite di 15.256 yuan, di cui il 90% proveniente dal settore privato. Vi sono 850 imprese di grandi dimensioni, 75 imprese con valore della produzione superiore ai 10 milioni di yuan.
Le attività industriali coprono praticamente tutti i settori: ceramica, abbigliamento, macchine utensili, farmaceutica, tessile, materiali da costruzione, siderurgia, alimentare ed elettronica. Molti importanti marchi regionali e nazionali sono prodotti a Chaozhou. Lo sviluppo industriale naturalmente ha favorito anche l'import-export, che nel 2007 ha raggiunto un valore totale di 2.196 milioni di dollari, di cui 1.770 solo nell'export.
Un ruolo fondamentale nell'economia locale gioca il turismo, anche grazie alle importanti attrattive storiche e culturali della città, che le hanno valso numerosi riconoscimenti a livello nazionale.

### Turismo
Chaozhou è un centro storico e culturale famoso in tutta la Cina. Per tale ragione si colloca come una meta classica del turismo cinese, visitata da numerosi turisti nazionali ed esteri. Oltre alle peculiari caratteristiche culturali già ricordate (la lingua locale, l'opera di Cahozhou, la cerimonia del tè gon fu, ecc.), vi sono numerosi edifici e resti storici di grande interesse. Tra gli altri sono da citare:
- Beige Fodeng, il Faro di Buddha (北閣佛燈), che guidava le barche che arrivavano a Chaoshou attraverso le pericolose acque del fiume Han.
- Il Ponte di Guangji, chiamato anche Ponte di Guangzi (廣濟橋), costruito sotto la dinastia Song meridionale (1170).
- Il Tempio di Huang Jilue (己略黃公祠), che esibisce l'arte dell'intarsio della dinastia Qing.
- Il vecchio sito di Song Kiln, con preziose testimonianze dell'antica arte della ceramica di Chaozhou.
- Jiadixiang (甲第巷), le antiche abitazioni familiari.
- Il Tempio di Kaiyuan (開元寺), importante centro buddhista vecchio di 200 anni, con testimonianze degli stili architettonici fioriti sotto varie dinastie imperiali (Tang, Song, Yuan e Qing).
- La Piazza del Popolo vista di notte.
- Le mura della città Ming (明城墻), lunghe 2,6 chilometri.
- La Residenza di Xu, genero dell'Imperatore (許駙馬府), che conserva lo stile architettonico della dinastia Song.
- Xi Hu Yuan, un museo nel parco cittadino, con una interessante raccolta di pietre con varie incisioni che rappresentano o ricordano caratteri cinesi.

## Varie
- Il famoso imprenditore Li Ka-shing, considerato il cinese più ricco del mondo, è nato a Chaozhou. Noto filantropo, Li Ka-shing ha fatto numerose donazioni a favore del sistema educativo e sanitario locale.
- Chaozhou nel corso del tempo è stata il punto di partenza di grandi ondate migratorie, specialmente verso altre zone del Sud-est asiatico, che hanno dato vita a uno dei gruppi etnici più importanti della diaspora cinese, contribuendo a diffondere nel mondo la sua lingua e la sua cultura. Tra le comunità cinesi all'estero originarie di Chozhou, le più numerose e importanti sono quelle di Singapore, di Penang (Malaysia), di Hong Kong, di Pontianak e di Ketapang (Indonesia).

## Culto
- Diocesi di Chaozhou